# Cheiracanthium debile
Cheiracanthium debile är en spindelart som beskrevs av Simon 1890. Cheiracanthium debile ingår i släktet Cheiracanthium och familjen sporrspindlar. Inga underarter finns listade i Catalogue of Life.